# Jan Łaski (1456–1531)
Jan Łaski (latinsk namnform Johannes a Lasco), född 1456, död 1531, sedan 1510 ärkebiskop av Gnesen och polska rikets primas, utgav den för Polens rättshistoria viktiga samlingen av landets äldsta lagar under titeln Commune inclyti Poloniæ regni privilegium (1506).